# Peter Müller (Journalist)
Peter Müller (* 22. März 1961 in Castrop-Rauxel) ist ein deutscher Journalist, Autor und Unternehmer. Von 2004 bis 2021 war er Vorsitzender des Vorstands der Stiftung Gesundheit und wechselte 2021 in den Stiftungs-Rat.

## Leben
Peter Müller wuchs in Kiel auf, wo er nach dem Abitur 1981 an der Pädagogischen Hochschule (heute Teil der Christian-Albrechts-Universität Kiel) Politik, Wirtschaft und Deutsch studierte und 1986 mit dem Staatsexamen abschloss.

## Wissenschaft und Lehrtätigkeit
Nach dem Studium wechselte Peter Müller als Doktorand an die Universität Hamburg und erhielt ein Stipendium der Friedrich-Ebert-Stiftung. Nach längeren Forschungsaufenthalten in Italien wurde er 1990 unter der Betreuung von Winfried Steffani mit der Arbeit „Politische Machtgewinnung der Mafia“ promoviert.
Peter Müller blieb auch danach in der Sozialwissenschaft aktiv. So ist er Mitherausgeber mehrerer Studienreihen und Bücher, die sich mit der Situation des deutschen Gesundheitssystems befassen.
Als Hochschullehrer war Peter Müller an der Universität Kiel tätig. Seit 2013 lehrt er als Dozent am Touro College Berlin Management of Non-Profit-Organizations und „Social Entrepreneurship“ sowie für das CIEE (Council on International Educational Exchange) German Health Care System.

## Journalist und Verlagsleiter
Als Student arbeitete Peter Müller als freier Journalist in Hörfunk und Print, ab 1985 mit eigenem Medienbüro. 1989 wurde er Redakteur bei Yleisradio in Helsinki (Finnland) und wechselte im nächsten Jahr zu Radio Hamburg. Von 1991 bis 1996 war er beim NDR tätig, zunächst beim Hörfunk und in der Pressestelle, dann als Programmredakteur beim Fernsehen.
1996 gründete Peter Müller den Ratgeberverlag, nachdem er bereits seit Jahren nebenberuflich als Buchautor tätig gewesen war. Nach seinen Anfängen als Reisejournalist spezialisierte sich Müller zunehmend als Medizinjournalist, und auch der Verlag konzentriert sich heute auf Ratgeberliteratur im Gesundheitsbereich. Neben dem Buchverlag betreibt das Unternehmen das Redaktionsbüro „Medienbüro Medizin“. Müller leitete das Redaktionsbüro bis 2000 und den Ratgeberverlag bis 2002. Beide Funktionen legte er zugunsten seiner Tätigkeit für die Stiftung Gesundheit nieder.

## Die Stiftung Gesundheit
Seit ihrer Gründung 1996 war Peter Müller für die gemeinnützige Stiftung Gesundheit tätig, anfangs ehrenamtlich als Pressesprecher, ab 2004 hauptamtlich als Vorstandsvorsitzender. Seit August 2021 ist Müller Vorsitzender des Stiftungs-Rats der Stiftung Gesundheit. Die Stiftung widmet sich als bundesweit agierendes Sozialunternehmen der „Transparenz im Gesundheitswesen“ und betreibt unter anderem ein Online-Arztverzeichnis und ein Zertifizierungssystem für Gesundheitspublikationen. Unter Müllers Ägide wurden mehrere Studienreihen entwickelt, die die Situation des deutschen Gesundheitssystems analysieren. Ein Schwerpunkt lag sehr früh auf dem Themenkomplex e-Health. Müller ist Board-Mitglied der HIMSS D-A-CH Community.

## Publikationen (Auswahl)
- Sizilien-Handbuch, Unterwegsverlag, Rielasingen 1986. ISBN 3-924334-12-9
- mit Johannes Müller: Gesund unterwegs, Rowohlt, Reinbek 1989. ISBN 978-3-499-17583-1
- Die Mafia in der Politik, Beck, München 1990. ISBN 978-3-406-34013-0
- Die politische Machtgewinnung der Mafia. Bedingungen, Formen und Grenzen, Lang, Frankfurt am Main/Bern/New York 1991. ISBN 978-3-631-44093-3
- Struktur der Macht. Das Wesen eines sozialen Naturelements, 2a-Verlag, Hamburg 1992. ISBN 978-3-929620-00-9
- mit Johannes Müller: Akne. Lösungen für ein Problem, Piper, München 1994. ISBN 978-3-492-11943-6
- mit Werner Schulte: Immobilien. Geld richtig angelegt, Humboldt, München 1995. ISBN 978-3-581-67059-6
- mit Rasso Knoller: Mallorca, Goldstadt, Pforzheim 1997. ISBN 978-3-89550-003-9
- mit Jessica Männel u. a.: Chaos Krankenhaus. So kommen Sie heil aus der Klinik, Ratgeberverlag, 1998. ISBN 978-3-931688-08-0
- mit Konrad Obermann u. a.: The German Health-Care-System. Accessing the German Health Care Market, medhochzwei Verlag, 3. Auflage, Heidelberg 2020. ISBN 978-3-86216-746-3

### Online
- mit Konrad Obermann: Ärzte im Zukunftsmarkt Gesundheit, Studienreihe der Stiftung Gesundheit, seit 2006 jährlich (Volltexte online).
- mit Konrad Obermann: Medizin-Klima-Index, Studienreihe der Stiftung Gesundheit, seit 2006 halbjährlich (Volltexte online).

### Beiträge
- mit Konrad Obermann: „Zur Messung des Zugangs zu Gesundheitsleistungen. Konzepte und Operationalisierung am Beispiel der ambulanten Versorgung“, In: Anja Behrens-Potratz u. a. (Hrsg.): Demographischer Wandel – Vielfältige Herausforderungen für Unternehmen und Gesellschaft, Göttingen 2013. ISBN 978-3-95404-549-5